# Trosobo (Taman)
Trosobo is een bestuurslaag in het regentschap Sidoarjo van de provincie Oost-Java, Indonesië. Trosobo telt 7789 inwoners (volkstelling 2010).